# أبيا واريورز
أبيا واريورز (بالإنجليزية: Abia Warriors F.C)‏، هو نادي كرة قدم نيجيري، ونادي كرة قدم أساسي في نيجيريا.